# Dorkas Kiefer

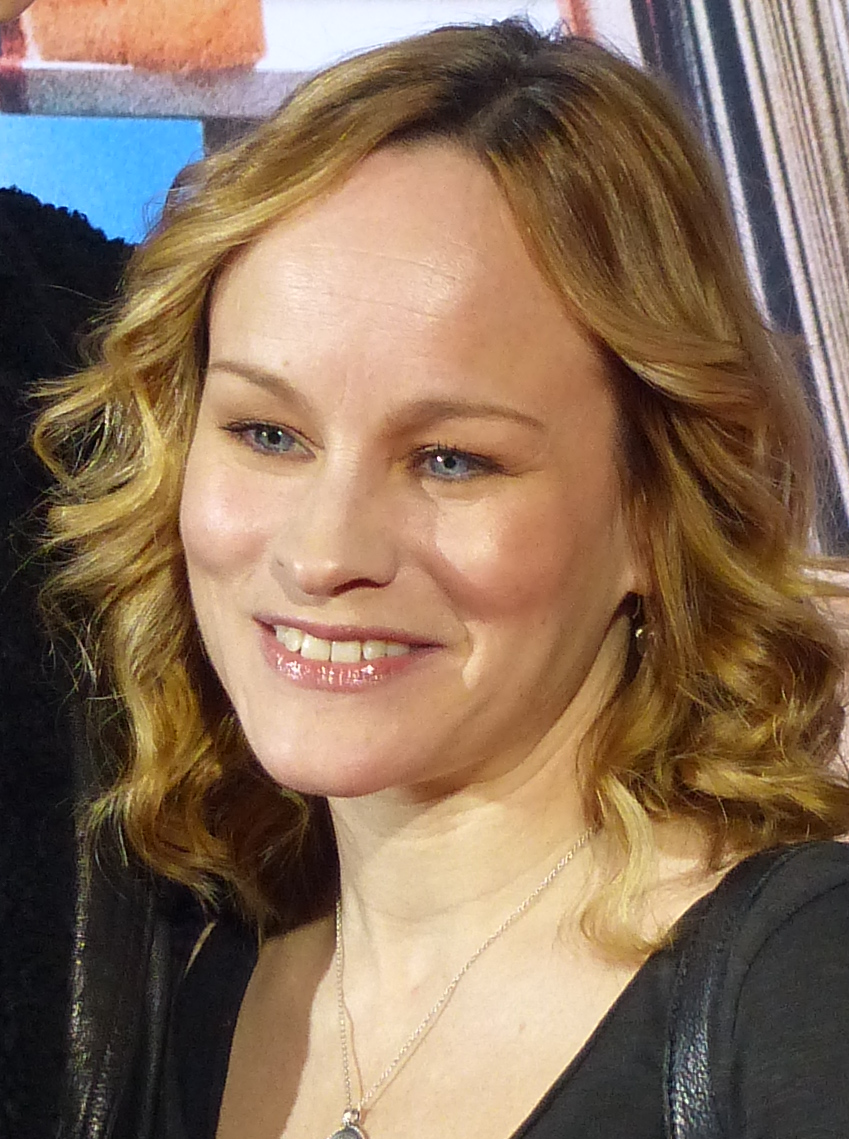
Dorkas Kiefer, 2015

Dorkas Michaela Kiefer (* 21. Juni 1972 in Offenbach am Main) ist eine deutsche Schauspielerin und Sängerin.

## Leben
Dorkas Kiefer wuchs in Braunfels auf. Ihr Bruder Vinzenz Kiefer ist ebenfalls Schauspieler. Mit neun Jahren stand sie für ein Kindermusical in Wetzlar auf der Bühne. Sie nahm Gesangs-, Klavier-, Ballett-, Stepp- und Tanzunterricht. Als sie 1988 von Komponist Ralph Siegel einen Plattenvertrag bekam, nahm sie sechs Singles auf. Mit dem Titel Ich hab Angst belegte sie beim deutschen Vorentscheid zum Song Contest 1989 den dritten Platz. Sie wirkte in diversen Musicals mit und vertrat Deutschland mit der Gruppe Mekado beim Eurovision Song Contest 1994, wo sie den dritten Platz belegten. 1996 gab sie in der Seifenoper Unter uns ihr Fernsehdebüt. Im August desselben Jahres veröffentlichte das Magazin Playboy eine Serie von Nacktfotos von ihr. Im Jahr 2000 moderierte sie für den TV-Sender tm3 die Sendung Singles 2000. Sie stand für diverse Kinofilme vor der Kamera und tourte als Gastsängerin mit Udo Lindenberg durch Deutschland. Ab 2007 sprach sie die Rolle der Anna Siebert in der Hörspiel-Soap …und nebenbei Liebe.
In der Spielzeit 2009 spielte Kiefer an der Seite von Martin Semmelrogge die Rolle der Jolene Blenter in der Inszenierung von Der Schatz im Silbersee bei den Karl-May-Spielen Bad Segeberg.
2013 bekam Kiefer einen Sohn mit ihrem Lebensgefährten, dem Eventmanager Sascha Hauck, 2018 ein zweites Kind. Sie lebt in Heiligenhaus.

## Diskografie
Singles
- 1988: Ciao Ciao Ciao [Italo Mix] (Jupiter Records) – als Dodo Dee
- 1989: Ich hab’ Angst / Alles kann passieren [7″- und CD-Single] (Jupiter Records) – als ‚Dorkas‘
- 1990: Wir sind stark genug / Unzertrennlich [7″-Vinyl-Single] (Jupiter Records) – als ‚Dorkas‘
- 1991: Oh Tom (ich lieb’ dich noch immer) / Regen fällt … [7″- und CD-Single] (Jupiter Records) – als ‚Dorkas‘
- 1992: Ich hab’ geträumt, daß du mich liebst / Geh nicht heut’ Nacht / Nie mehr allein ins Kino [7″- und CD-Maxi-Single] (Jupiter Records) – als ‚Dorkas‘
- 1996: You Can Do It [CD-Maxi-Single und 12″-Vinyl-Maxi] (Hansa) – als ‚Dorkas‘
- Mit Mekado: → Siehe Mekado (Diskografie)

## Filmografie (Auswahl)
- 1996: Unter uns (Fernsehserie)
- 1996: Charley’s Tante (Fernsehfilm)
- 1997: Happiness (Fernsehserie)
- 1997: Die Babysitterin – Schreie aus dem Kinderzimmer (Fernsehfilm)
- 1998: OP ruft Dr. Bruckner – Das Gesetz der Angst (Fernsehserie)
- 1998: Sperling – Sperling und das schlafende Mädchen (Fernsehserie)
- 1999: Alarm für Cobra 11 – Die Autobahnpolizei – Schattenkrieger (Fernsehserie)
- 1999: Aimée & Jaguar
- 1999: Männer aus zweiter Hand
- 1999: Antrag vom Ex (Fernsehfilm)
- 1999: Die Bademeister – Weiber, saufen, Leben retten (Fernsehfilm)
- 1999–2002: Klinikum Berlin Mitte (Fernsehserie, 26 Folgen)
- 2000: Höllische Nachbarn – Chaos im Hotel (Fernsehfilm)
- 2004: Pride – Das Gesetz der Savanne
- 2005: Siegfried
- 2005: Und ewig rauschen die Gelder
- 2007: GG 19 – Deutschland in 19 Artikeln
- 2007: Der falsche Tod (Fernsehfilm)
- 2007: Annas Albtraum kurz nach 6 (Fernsehfilm)
- 2007, 2009: Ein Fall für zwei (Fernsehserie, 2 Folgen)
- 2008: Das Wunder von Loch Ness (Fernsehfilm)
- 2008: Gefühlte XXS – Vollschlank & frisch verliebt (Fernsehfilm)
- 2009: Der Staatsanwalt (Fernsehserie, 2 Folgen)
- 2009: Das Mädchen und der kleine Junge (Kurzfilm)
- 2010: Panasonic Deutschland Werbung
- 2011: Der Bulle und das Landei – Babyblues (Fernsehfilm)
- 2012: Milla the movie
- 2014: Toilet Stories (aka TOILETS)
- 2014: SOKO Stuttgart – Mord unter Freunden (Fernsehserie)
- 2017: Heldt – Vom Umtausch ausgeschlossen (Fernsehserie)
- 2018: So viel Zeit
- 2021: Bettys Diagnose – Schuld und Familie (Fernsehserie)
- 2023, 2024: SOKO Köln – Bukowski auf der Flucht, Bukowski ist tot (Fernsehserie)

## Theater
- 2009: Karl-May-Spiele Bad Segeberg (als Jolene Blenter)
- 2010: Sei lieb zu meiner Frau (als Sabrina) [6]
- 2011: Gut gegen Nordwind (als Emmi) [7]
- 2012: Gut gegen Nordwind (als Emmi) [8]
- seit 2015: Aufguss (als Emilie)
- 2025: Nein zum Geld (als Claire)[9]